# Смоленский военный округ
Смоле́нский вое́нный о́круг — оперативно-стратегическое территориальное объединение Вооружённых сил СССР, существовавшее в 1945—1946 годах.

## История
Смоленский военный округ образован приказом Народного комиссара обороны СССР от 9 июля 1945 года путём выделения из Московского военного округа. Включал территории Смоленской, Брянской, Калужской и Великолукской областей. Управление округа сформировано на базе полевого управления 33-й армии. 
Директивой Генерального штаба РККА от 5 февраля 1946 года округ был преобразован в территориальный округ и включён в Московский военный округ. После завершения процесса передачи войск, директивой от 6 мая 1946 года округ был расформирован.
Управление округа — в Смоленске.

## Командование

### Командующие войсками
- август 1945 — генерал-лейтенант И. Е. Давидовский (врио)
- август 1945 — май 1946 — генерал-лейтенант Озеров Фёдор Петрович

### Член Военного совета
- июль 1945 — май 1946 — генерал-майор Р. П. Бабийчук

### Начальники штаба
- август 1945 — генерал-майор В. П. Орлеанский (врио)
- август 1945 — апрель 1946 — полковник Я. А. Грицман
- апрель 1946 — генерал-майор А. С. Аникеев
- апрель 1946 — май 1946 — подполковник Н. К. Большаков (врио)
- май 1946 — подполковник И. Н. Пащенко (врио)